# Tommaso Redi
Tommaso Redi — ou Rèdi — (Florence, 22 décembre 1665 – Florence, 10 octobre 1726) est un peintre italien de la période baroque tardive actif dans sa ville natale.

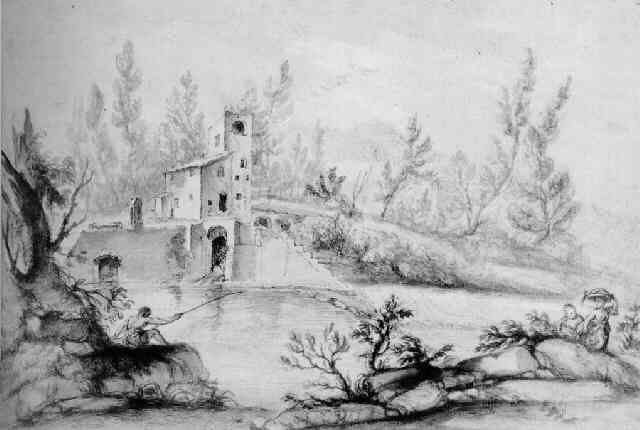
Paysage fluvial avec figures.

## Biographie
Tommaso Redi fait son premier apprentissage auprès du peintre florentin Anton Domenico Gabbiani (1652–1726).
Il s'installe à Rome de 1690 à 1700 et étudie à l'Académie des Médicis, dirigée par Ciro Ferri et où enseigne Carlo Maratti.
Vers 1700 il revient à Florence où il peint dans le palais Pitti et réalise des portraits.
Quand le tsar Pierre le Grand  visite Florence, il est particulièrement frappé par les œuvres de Tommaso Redi et désireux d'établir une Académie pour la promotion des beaux-arts à Moscou, il tente en 1716 de le recruter, mais sans succès.
Tommaso Redi meurt à Florence le 10 octobre 1726.
Parmi ses élèves figurent Giovanni Domenico Campiglia (1692–1768), Giuseppe Grisoni (1700–1769), Benedetto Luti, Giuseppe Menabuoni et Giovanni Domenico Ferretti.

## Œuvres
- Fresques de tympan du cloître de la Chartreuse de Galluzzo (1717),
- Arcangelo Gabriele et la Gloria di San Giuseppe, église Santi Quirico, Lucia e Pietro d'Alcantara, Montelupo Fiorentino,
- Scènes de Vie de Philippe Benizi, deux toiles, Abbaye de Monte Senario, près de Vaglia,
- Médaillons, Basilique de la Santissima Annunziata de Florence,
- Il transito di San Giuseppe, église Santa Maria di Candeli, Florence,
- Retable, église Santissima Annunziata de Pistoia,
- La condanna a morte di San Valentino, église Santa Maria Assunta, Bientina,
- Miracolo di san Benedetto, (v. 1705), église San Giorgio alla Costa,
- Ritorno dall'Egitto, 1715, Florence.
- Autoportrait, 1709, peinture à l'huile sur toile, 72 × 59 cm, Musée des Offices[1].